# إيفا ساير
إيفا ساير (بالإنجليزية: Eva Sayer)‏ هي ممثلة بريطانية، ولدت في 31 يناير 1997 بإنجلترا في المملكة المتحدة.

## وصلات خارجية
- إيفا ساير على موقع IMDb (الإنجليزية)
- إيفا ساير على موقع ألو سيني (الفرنسية)
- إيفا ساير على موقع قاعدة بيانات الفيلم (الإنجليزية)
- إيفا ساير على موقع كينوبويسك (الروسية)